# Mutsu (Estland)
Mutsu is een plaats in de Estlandse gemeente Võru vald, provincie Võrumaa. De plaats telt 9 inwoners (2021) en heeft de status van dorp (Estisch: küla).
Tot in oktober 2017 hoorde Mutsu bij de gemeente Vastseliina. In die maand werd Vastseliina bij de gemeente Võru vald gevoegd.

## Geschiedenis
Tot in de vroege 20e eeuw was Mutsu een boerderij en vanaf 1909 twee boerderijen op het landgoed van Neuhausen (Vastseliina). De boerderij heette achtereenvolgens Mittra Pustus (1684), Mitra Semmen (1782), Mitra (1798) en Mitra Widrik Muts (1820). De twee boerderijen van 1909 heetten Mutso Hindrik en Miitra Seim. Mitra kan afgeleid zijn van de Russische naam Dmitri; Mutso of Mutsu gaat waarschijnlijk terug op een boer met de naam Muts. Tussen 1977 en 1997 maakte Mutsu deel uit van het buurdorp Kerepäälse.